# Kombinacja norweska na Mistrzostwach Świata w Narciarstwie Klasycznym 1999
Zawody w kombinacji norweskiej na XXIX Mistrzostwach świata w narciarstwie klasycznym odbyły się w dniach 20 lutego - 27 lutego 1999 w austriackim Ramsau.

## Wyniki

### Sprint K 90/7,5 km
- Data 27 lutego 1999

| Medal | Zawodnik          | Narodowość | Wynik   |
| ----- | ----------------- | ---------- | ------- |
|       | Bjarte Engen Vik  | Norwegia   | 17:48,4 |
|       | Mario Stecher     | Austria    | 18:18,6 |
|       | Kenji Ogiwara     | Japonia    | 18:19,4 |
| 4     | Hannu Manninen    | Finlandia  | 18:26,7 |
| 5     | Samppa Lajunen    | Finlandia  | 18:28,7 |
| 6     | Satoshi Mori      | Japonia    | 18:30,6 |
| 7     | Kenneth Braaten   | Norwegia   | 18:42,6 |
| 8     | Sebastian Haseney | Niemcy     | 18:44,7 |
| 9     | Ronny Ackermann   | Niemcy     | 18:47,8 |
| 10    | Trond Einar Elden | Norwegia   | 18:57,6 |
| ...   |                   |            |         |
| 34    | Kazimierz Bafia   | Polska     | 20:20,8 |

### Gundersen K 90/15 km
- Data 20 lutego 1999

| Medal | Zawodnik          | Narodowość | Wynik   |
| ----- | ----------------- | ---------- | ------- |
|       | Bjarte Engen Vik  | Norwegia   | 37:04,8 |
|       | Samppa Lajunen    | Finlandia  | 37:39,3 |
|       | Dimitrij Sinicyn  | Rosja      | 38:57,7 |
| 4     | Nicolas Bal       | Francja    | 39:24,9 |
| 5     | Kenneth Braaten   | Norwegia   | 39:39,5 |
| 6     | Kenji Ogiwara     | Japonia    | 39:40,8 |
| 7     | Felix Gottwald    | Austria    | 39:56,4 |
| 8     | Aleksiej Fadiejew | Rosja      | 40:07,0 |
| 9     | Sylvain Guillaume | Francja    | 40:20,9 |
| 10    | Milan Kučera      | Czechy     | 40:25,4 |
| ...   |                   |            |         |
| 26    | Kazimierz Bafia   | Polska     | 42:39,4 |

### Sztafeta 4 x 5 km
- Data 25 lutego 1999

| Medal | Zawodnik                                                               | Narodowość | Wynik   |
| ----- | ---------------------------------------------------------------------- | ---------- | ------- |
|       | Hannu Manninen Tapio Nurmela Jari Mantila Samppa Lajunen               | Finlandia  | 49:34,2 |
|       | Fred Børre Lundberg Trond Einar Elden Bjarte Engen Vik Kenneth Braaten | Norwegia   | 50:48,9 |
|       | Nikołaj Parfionow Aleksiej Fadiejew Walerij Stolarow Dimitrij Sinicyn  | Rosja      | 51:27,4 |
| 4     | Fabrice Guy Sylvain Guillaume Nicolas Bal Frédéric Baud                | Francja    | 51:27,5 |
| 5     | Eiji Masaki Satoshi Mori Gen Tomii Kenji Ogiwara                       | Japonia    | 52:04,7 |
| 6     | Jens Gaiser Jens Deimel Sebastian Haseney Ronny Ackermann              | Niemcy     | 52:12,1 |
| 7     | Felix Gottwald Christoph Eugen David Kreiner Mario Stecher             | Austria    | 53:08,6 |
| 8     | Pavel Churavý Petr Šmejc Milan Kučera Ladislav Rygl                    | Czechy     | 53:54,3 |

## Klasyfikacja medalowa
| Miejsce | Państwo   |   |   |   | Razem |
| ------- | --------- | - | - | - | ----- |
| 1.      | Norwegia  | 2 | 1 | 0 | 3     |
| 2.      | Finlandia | 1 | 1 | 0 | 2     |
| 3.      | Austria   | 0 | 1 | 0 | 1     |
| 4.      | Rosja     | 0 | 0 | 2 | 2     |
| 5.      | Japonia   | 0 | 0 | 1 | 1     |